# ITunes Radio
iTunes Radio è stato un servizio offerto da Apple Inc. che permetteva di ascoltare delle playlist generate automaticamente in base alle preferenze dell'utente. È stato lanciato il 18 settembre 2013, con iOS 7 ed era disponibile nell'applicazione Musica dei dispositivi iOS, nella Apple TV di seconda generazione e in iTunes su macOS e Microsoft Windows. Disponibile solo negli Stati Uniti e in Australia, il servizio venne interrotto il 15 gennaio 2016.

## Storia
Apple ha annunciato il servizio durante la Worldwide Developers Conference del 2013. Il servizio è lanciato negli Stati Uniti il 18 settembre dello stesso anno, stesso giorno della pubblicazione di iOS 7 e in Australia l'11 febbraio 2014.
Con la pubblicazione di Apple Music attraverso gli aggiornamenti iOS 8.4 ed iTunes 12.1, la maggior parte delle funzioni di iTunes Radio divennero disponibili in oltre 100 paesi, anche se iTunes Radio stesso rimase limitato agli Stati Uniti e Australia come servizio gratuito. Apple Music venne successivamente rinominato Radio o Apple Music Radio. Il 15 gennaio 2016, Apple ha annunciato che dal 28 gennaio, tutte le stazioni di iTunes Radio, eccetto Beats 1, sarebbero state accessibili solo dagli iscritti ad Apple Music.